# Apple Account
Apple Account（アップル アカウント）は、Appleが開発し提供するシングルサインオンWebサービス。
2024年秋のiOS 18、iPadOS 18、macOS Sequoia、tvOS 18、watchOS 11、visionOS 2のリリース以前は、Apple IDという名称であった。

## 概要
Apple Accountは、iPhone、iPad、Mac、その他のアップルデバイスに使用する認証方法。Apple Accountには、ユーザの個人データと設定が含まれている。1つのアカウントで、ユーザーはApp StoreやiCloudなどのすべてのAppleサービスにアクセスできる。

### Apple Accountの作成
Apple Accountは、My Apple AccountのWebページから無料で作成できる。Apple Accountはicloud.comのメールアドレスを作成するか、有効なメールアドレスを使い、ユーザーがパスワードを8文字以上設定して作成できる。
Appleはユーザーが提供したメールアドレスに確認メールを送信し、ユーザーは確認メールに記載されているURLに従ってアカウントをアクティブ化する必要がある。
2013年3月、Apple Accountは認証用のオプションの2段階認証セキュリティ機能を開始。有効にすると、Webログインなどの特定の条件下でApple Accountを使用する場合や、新しいデバイスからストアで購入する場合は、2段階の検証手順が必要になる。この機能は、「探す」サービスを使用して、認証に2番目の検証手順が必要な場合に、Apple Accountに関連付けられた信頼できるデバイスに4桁のPINコードを送信して認証することもできる。

### アカウントの変更
ユーザは、「My Apple Account」ページでパスワードや個人情報を変更できる。ある Apple製品を使っている間にApple Accountに加えた変更は、そのユーザが同じApple Accountを使っているほかのアプリケーション（例えば、オンラインの Apple Store、iCloud）でも認識される。
Appleは提供された電子メールアドレスに確認メールを送信し、ユーザーは確認メールに含まれているURLに従って変更を確認する必要がある。変更を確認した後も、次回Apple Accountを使用してiTunes Storeを使用するなど、オンラインで購入するときに、情報の確認を求められる場合がある。

### セキュリティ
パスワードが複数回間違って入力されると、セキュリティ上の理由からApple Accountが無効になる場合がある。アカウントが無効になると、ユーザーに警告メッセージが表示される。ユーザーは、iForgotでアカウントのセキュリティ質問に答えるか、iCloudを有効にしてパスコードのロック解除を設定した信頼できるデバイスからリセットすることでApple Accountを復旧できる。
セキュリティ上の理由から、復旧キーまたは2段階認証がオンになっている場合、パスワードをリセットするには、リカバリキーか少なくとも1つの信頼できるデバイスの両方が必要になる。

### Apple Accountが使用可能なサービス
- App StoreおよびApple Arcade
- Apple Books
- Apple Fitness+
- Apple Musicおよび音楽の購入
- Apple News
- Apple Store（オンライン）
- Apple Pay、Apple Card、Apple Cash
- Apple Podcast
- Apple Store直営店のサービスやプログラム（コンシェルジュ、ワークショップ、ジュニア向けプログラムなど）
- Apple Storeアプリ
- Appleサポートコミュニティ
- Apple TVアプリ、Apple TV+、Apple TVチャンネル
- FaceTime
- ファミリー共有
- 探す
- Game Center
- iCloudおよびiCloud+
- iMessage
- iTunes
- Appleでサインイン[7]